# Penisola scandinava

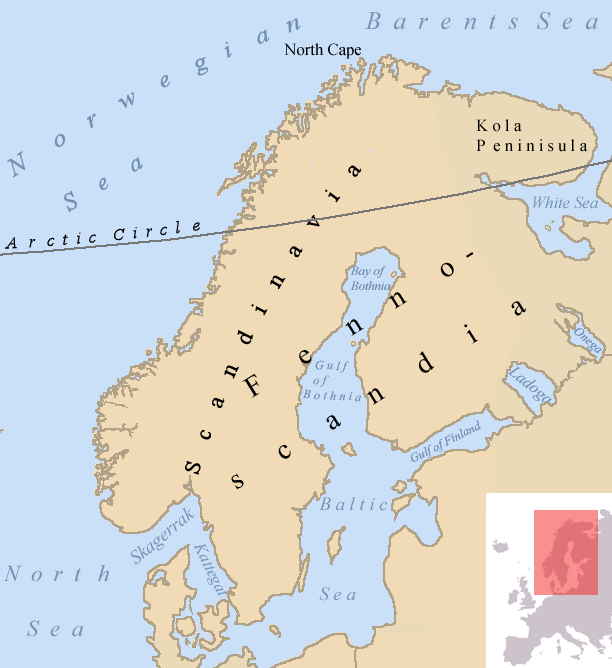
La penisola scandinava e la Fennoscandia

La penisola scandinàva (meno correttamente, scandìnava; in finlandese Skandinavian niemimaa; in norvegese Skandinaviske halvøy; in svedese Skandinaviska halvön) si trova all'estremo nord-orientale d'Europa. Spesso è sinonimo di Scandinavia benché quest'ultimo termine definisce una più vasta area storico-geografica e culturale.

## Geografia
La penisola scandinavia si estende sui territori di tre diversi Paesi: Norvegia, Svezia e la zona più settentrionale della Finlandia. Essa è divisa nella sua lunghezza dalla catena montuosa dello Scandia ed è a propria volta parte di una regione geografica più ampia, la Fennoscandia.
Nelle regioni costiere il clima è di tipo atlantico, caratterizzato da un elevato tasso di piovosità e una debole escursione termica. A nord e all'interno del territorio il clima è molto rigido, e viene chiamato clima subpolare. La maggior parte del territorio è collinare.

### Dettagli
| Paese     | Superficie km² | Popolazione | Densità ab/km² |
| --------- | -------------- | ----------- | -------------- |
| Norvegia  | 385248         | 5142000     | 13,35          |
| Svezia    | 450295         | 10014900    | 23,1           |
| Finlandia | 338.424        | 5 536 146   | 18             |